# Грб Бонера
Грб Бонера је званични хералдички симбол холандске прекоморске територије Бонер. Грб је озваничен 1986. године од стране острвског савета, када је још био део Холандских Антила и остао грб специјалне општине Бонера и после њеног распада.

## Опис грба
Грб се састоји од плавог штита, изнад којег се налази круна. На штиту је кормило брода, на коме се налази мањи штит на коме су приказани компас и црвена шестокрака звезда на сребреном пољу.